# Ziółków
Ziółków (prononciation : [ˈʑuu̯kuf]) est un village polonais de la gmina de Spiczyn dans le powiat de Łęczna de la voïvodie de Lublin dans l'est de la Pologne.
Il se situe à environ 7 kilomètres au sud-est de Spiczyn (siège de la gmina), 6 kilomètres à l'ouest de Łęczna (siège du powiat) et 18 kilomètres l'est de la ville de Lublin (capitale de la voïvodie).

## Histoire
De 1975 à 1998, le village est attaché administrativement à l'ancienne Voïvodie de Lublin.

Depuis 1999, il fait partie de la nouvelle voïvodie de Lublin.